# 鈴木健児
鈴木 健児（すずき けんじ、1986年9月3日 - ）は、秋田県秋田市出身の元サッカー選手、サッカー指導者。ポジションはミッドフィールダー（MF）、ディフェンダー（DF）。

## 来歴
兄の影響で小学校4年生の時にサッカーを始める。
2002年、新屋高校に進学。トップ下、ボランチ、サイドアタッカーなど複数のポジションで鍛えられた。左足からの正確なキックと突破力を武器にナショナルトレセンU-17東北に選出 されていたものの、全国的には無名の存在だった。
2005年、高校を卒業しJリーグ・FC東京に加入。同年、アグリバンクカップに臨むU-20日本代表に選出され、全3試合に先発出場した。2006年はSリーグ・アルビレックス新潟シンガポールへ期限付き移籍。左サイドハーフやセンターバックでプレーし、経験を積んだ。同年末に復帰。2007年は負傷で出遅れたが、この間にフィジカルを強化。復帰後にはJサテライトリーグで主将を務め、自信と責任を持つ1年になった。
2008年9月、JFL・ガイナーレ鳥取に期限付き移籍。後期第10節三菱水島戦で初出場すると、ヴィタヤ・ラオハクル監督から瞬間的なポジショニングを絶賛され 先発出場を続けた。2009年より鳥取に完全移籍。フィールドプレイヤーで唯一リーグ戦全試合にベンチ入りし、3得点を挙げた。2010年より監督に就いた松田岳夫は、鈴木の攻撃面での能力を評価しつつも積極性に欠けるとして、出場機会が激減。同年限りで契約満了により退団した。
2011年より、JFLブラウブリッツ秋田へ移籍。クラブにとっては初の地元出身の元Jリーガー獲得となった。クラブのJリーグ入りに貢献し、2015年を以て契約を満了。
2016年、栃木ウーヴァFCに移籍。同年末、1年限りで退団し、現役を引退。
2017年、古巣ブラウブリッツ秋田のスクールコーチに就任 したが、同年限りで退任した。

## 所属クラブ
- 秋田第一FC (現 秋田ロク・フットボールクラブ) (秋田市立旭南小学校→秋田市立山王中学校)[6]
- 2002年 - 2004年 秋田県立新屋高等学校
- 2005年 - 2008年  FC東京
  - 2006年2月 - 11月  アルビレックス新潟シンガポール (期限付き移籍)
  - 2008年9月 - 12月  ガイナーレ鳥取 (期限付き移籍)
- 2009年 - 2010年  ガイナーレ鳥取
- 2011年 - 2015年  ブラウブリッツ秋田
- 2016年  栃木ウーヴァFC
- 2018年 - 2019年   秋田FCカンビアーレ

## エピソード
- FC東京に在籍していた2008年8月29日、選手登録を抹消されるトラブルに見舞われた。同日限りで選手登録は締め切られたものの[29]、担当者のシステム操作ミスによって起こったものであるとして、同年9月5日に再登録が認められた[30][31]。

## 個人成績
| 国内大会個人成績 | 国内大会個人成績 | 国内大会個人成績 | 国内大会個人成績 | 国内大会個人成績 | 国内大会個人成績 | 国内大会個人成績 | 国内大会個人成績 | 国内大会個人成績 | 国内大会個人成績 | 国内大会個人成績 | 国内大会個人成績 |
| 年度             | クラブ           | 背番号           | リーグ           | リーグ戦         | リーグ戦         | リーグ杯         | リーグ杯         | オープン杯       | オープン杯       | 期間通算         | 期間通算         |
| 年度             | クラブ           | 背番号           | リーグ           | 出場             | 得点             | 出場             | 得点             | 出場             | 得点             | 出場             | 得点             |
| 日本             | 日本             | 日本             | 日本             | リーグ戦         | リーグ戦         | リーグ杯         | リーグ杯         | 天皇杯           | 天皇杯           | 期間通算         | 期間通算         |
| ---------------- | ---------------- | ---------------- | ---------------- | ---------------- | ---------------- | ---------------- | ---------------- | ---------------- | ---------------- | ---------------- | ---------------- |
| 2005             | FC東京           | 28               | J1               | 0                | 0                | 0                | 0                | 0                | 0                | 0                | 0                |
| シンガポール     | シンガポール     | シンガポール     | シンガポール     | リーグ戦         | リーグ戦         | リーグ杯         | リーグ杯         | シンガポール杯   | シンガポール杯   | 期間通算         | 期間通算         |
| 2006             | 新潟S            | 3                | Sリーグ          | 28               | 0                | 3                | 0                | -                | -                | 31               | 0                |
| 日本             | 日本             | 日本             | 日本             | リーグ戦         | リーグ戦         | リーグ杯         | リーグ杯         | 天皇杯           | 天皇杯           | 期間通算         | 期間通算         |
| 2007             | FC東京           | 28               | J1               | 0                | 0                | 0                | 0                | 0                | 0                | 0                | 0                |
| 2008             | FC東京           | 28               | J1               | 0                | 0                | 0                | 0                | -                | -                | 0                | 0                |
| 2008             | 鳥取             | 25               | JFL              | 8                | 1                | -                | -                | -                | -                | 8                | 1                |
| 2009             | 鳥取             | 24               | JFL              | 19               | 3                | -                | -                | 0                | 0                | 19               | 3                |
| 2010             | 鳥取             | 24               | JFL              | 4                | 0                | -                | -                | 0                | 0                | 4                | 0                |
| 2011             | 秋田             | 18               | JFL              | 12               | 0                | -                | -                | 0                | 0                | 12               | 0                |
| 2012             | 秋田             | 18               | JFL              | 10               | 0                | -                | -                | 1                | 0                | 11               | 0                |
| 2013             | 秋田             | 18               | JFL              | 21               | 0                | -                | -                | 2                | 0                | 23               | 0                |
| 2014             | 秋田             | 18               | J3               | 16               | 0                | -                | -                | 1                | 0                | 17               | 1                |
| 2015             | 秋田             | 18               | J3               | 2                | 0                | -                | -                | 0                | 0                | 2                | 0                |
| 2016             | 栃木U            | 26               | JFL              | 17               | 0                | -                | -                | 1                | 0                | 18               | 0                |
| 2018             | 秋田C            | 24               | 東北1部          |                  |                  | -                | -                |                  |                  |                  |                  |
| 通算             | 日本             | 日本             | J1               | 0                | 0                | 0                | 0                | 0                | 0                | 0                | 0                |
| 通算             | 日本             | 日本             | J3               | 18               | 0                | -                | -                | 1                | 0                | 19               | 1                |
| 通算             | 日本             | 日本             | JFL              | 91               | 4                | -                | -                | 4                | 0                | 95               | 4                |
| 通算             | シンガポール     | シンガポール     | Sリーグ          | 28               | 0                | 3                | 0                | -                | -                | 31               | 0                |
| 総通算           | 総通算           | 総通算           | 総通算           | 137              | 4                | 3                | 0                | 5                | 0                | 145              | 4                |

- 2008年10月05日：JFL初出場 - 後期第10節 vs三菱自動車水島FC (笠岡)[32]
- 2008年11月24日：JFL初得点 - 後期第16節 vsTDK SC (東山)[33]
- 2014年04月13日：J3初出場 - 第6節 vsグルージャ盛岡 (秋田球)

その他の公式戦出場
- 2011年 第66回国民体育大会サッカー競技

## 代表歴
- U-20日本代表
  - 2005年 - アグリバンクカップ (現 VFFカップ)

## 指導歴
- 2017年 ブラウブリッツ秋田 スクールコーチ